# Banco Centroamericano de Integración Económica
El Banco Centroamericano de Integración Económica (BCIE), creado en 1960, es una persona jurídica, de carácter internacional, que tiene por objeto promover la integración y el desarrollo de los países fundadores: Guatemala, Honduras, El Salvador, Nicaragua y Costa Rica. Su sede principal es en Tegucigalpa, Honduras y además cuenta con oficinas regionales en cada país centroamericano.
El 13 de diciembre del año 1960 es cuando se materializa y da inicio lo que hoy en día conocemos como integración económica centroamericana. Es el año en que se firma el Tratado General de Integración Económica Centroamericano, mediante el cual se crea el Banco Centroamericano de Integración Económica (BCIE).
El Banco tiene como objetivo promover la integración, el desarrollo económico y social equilibrado de la región centroamericana; y, junto con los países socios, buscar  soluciones financieras que coadyuven a la generación de empleo y a elevar el bienestar y la calidad de vida los ciudadanos de esos países.
El BCIE es la institución multilateral que destina más recursos a la región centroamericana.
Como organismo financiero regional, el BCIE apoya al sector público y al sector privado, y se especializa en la atracción y canalización de recursos externos para promover inversiones y oportunidades de desarrollo en sus áreas de acción que son:
- Infraestructura productiva y energía.
- Agricultura y desarrollo rural.
- Desarrollo humano e infraestructura social.
- Industria, desarrollo urbano y servicios para la competitividad.
- Intermediación financiera y finanzas para el desarrollo.

## Integrantes
- Países socios fundadores del BCIE: Son Guatemala, de El Salvador, de Honduras, de Nicaragua y de Costa Rica, quienes firmaron el Convenio Constitutivo que da origen al Banco Centroamericano de Integración Económica, en el marco de las decisiones adoptadas por dichos gobiernos en la década de los 60 para impulsar la integración económica regional.[2]

- Países socios regionales no-fundadores: Son la Panamá y la República Dominicana, que forman parte también del Sistema de la Integración Centroamericana (SICA), y gozan de representación en el Directorio y en la Asamblea de Gobernadores del BCIE.

- Países socios extrarregionales: Son aquellos países que han considerado importante vincularse al BCIE para tener una presencia regional de carácter permanente, ampliando así su proyección internacional mediante el apoyo al desarrollo de los países fundadores. Gozan de representación en el Directorio y en la Asamblea de Gobernadores. Son: México, República de China (Taiwán), Argentina, Colombia, España, República de Corea y la Cuba.[2]

- Países beneficiarios: Son aquellos países que se vinculan al BCIE para ser beneficiarios del mismo, en adición a los países fundadores, sin necesariamente convertirse en socios de la Institución, a fin de obtener préstamos, garantías y cualquier otra operación conforme con las normas establecidas al respecto. Belice es actualmente el único país que tiene esa condición de país beneficiario sin participar en el capital accionario del BCIE. También pueden ser aceptados como países beneficiarios los socios extrarregionales y los socios regionales no-fundadores. A la fecha, tienen ese doble carácter de socio y de país beneficiario Panamá, la República Dominicana, Argentina y Colombia.

## Estructura
La autoridad máxima es la Asamblea de Gobernadores y está conformada por los Ministros de Economía y los Presidentes de Bancos Centrales de los distintos países miembros.
Asimismo, su convenio constitutivo también contempla la existencia de otras autoridades: Directorio, como órgano responsable de la dirección del Banco; Presidente, elegido por la Asamblea de Gobernadores; Vicepresidente, elegido por el Directorio.
| Miembros fundadores | Miembros Regionales no-fundadores | Miembros extrarregionales | País beneficiario |
| ------------------- | --------------------------------- | ------------------------- | ----------------- |
| Costa Rica          | Panamá                            | Argentina                 | Belice            |
| El Salvador         | República Dominicana              | Colombia                  |                   |
| Guatemala           |                                   | España                    |                   |
| Honduras            |                                   | México                    |                   |
| Nicaragua           |                                   | Taiwán                    |                   |
|                     |                                   | Cuba                      |                   |
|                     |                                   | Corea del Sur             |                   |